# 나쿠루호

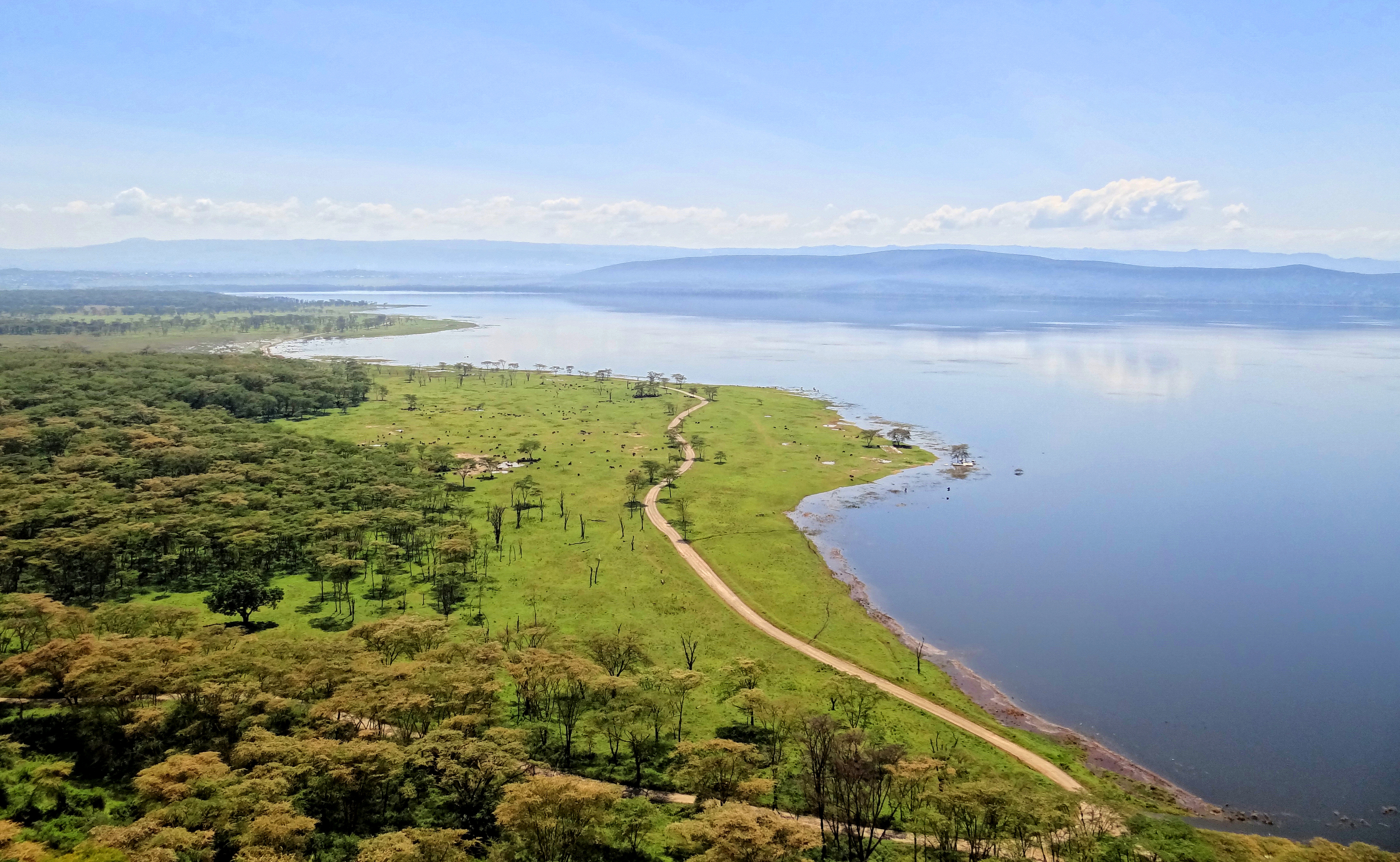
나쿠루호

나쿠루호(Lake Nakuru)는 케냐 나쿠루 남부에 있는 호수로 고도 1,754m에 있고 평균 수심 0.3m, 최대 수심 1.8m다.
나쿠루호에는 조류가 풍부하여 플라밍고가 많이 날아온다. 다른 새들도 많이 날아오며 혹멧돼지속, 개코원숭이와 다른 대형 포유류들도 많다. 동부검은코뿔소와 남부흰코뿔소도 도입됐다.
수위는 1990년대 초반 급격히 낮아졌으나 대규모로 회복됐다. 2013년에 호수물이 넘쳐 플라밍고들이 보고리아호로 날아가기도 했다. 2010년부터 2020년 사이 나쿠루호는 면적이 40km2에서 68km2로 늘어났다. 나쿠루에 있는 가옥 677채와 국립공원 일부 지역이 물에 넘쳤다.
나쿠루는 마사이어로 먼지 혹은 먼지투성이인 장소를 뜻한다. 나쿠루호 국립공원은 1961년에 호수와 인근 지역에 좁게 형성됐으나 대규모 사바나 지대를 포함하며 넓어졌다.
나쿠루호는 1990년 6월 5일 람사르 협약 습지로 지정됐다.